# Wasserpark (Frankfurt am Main)

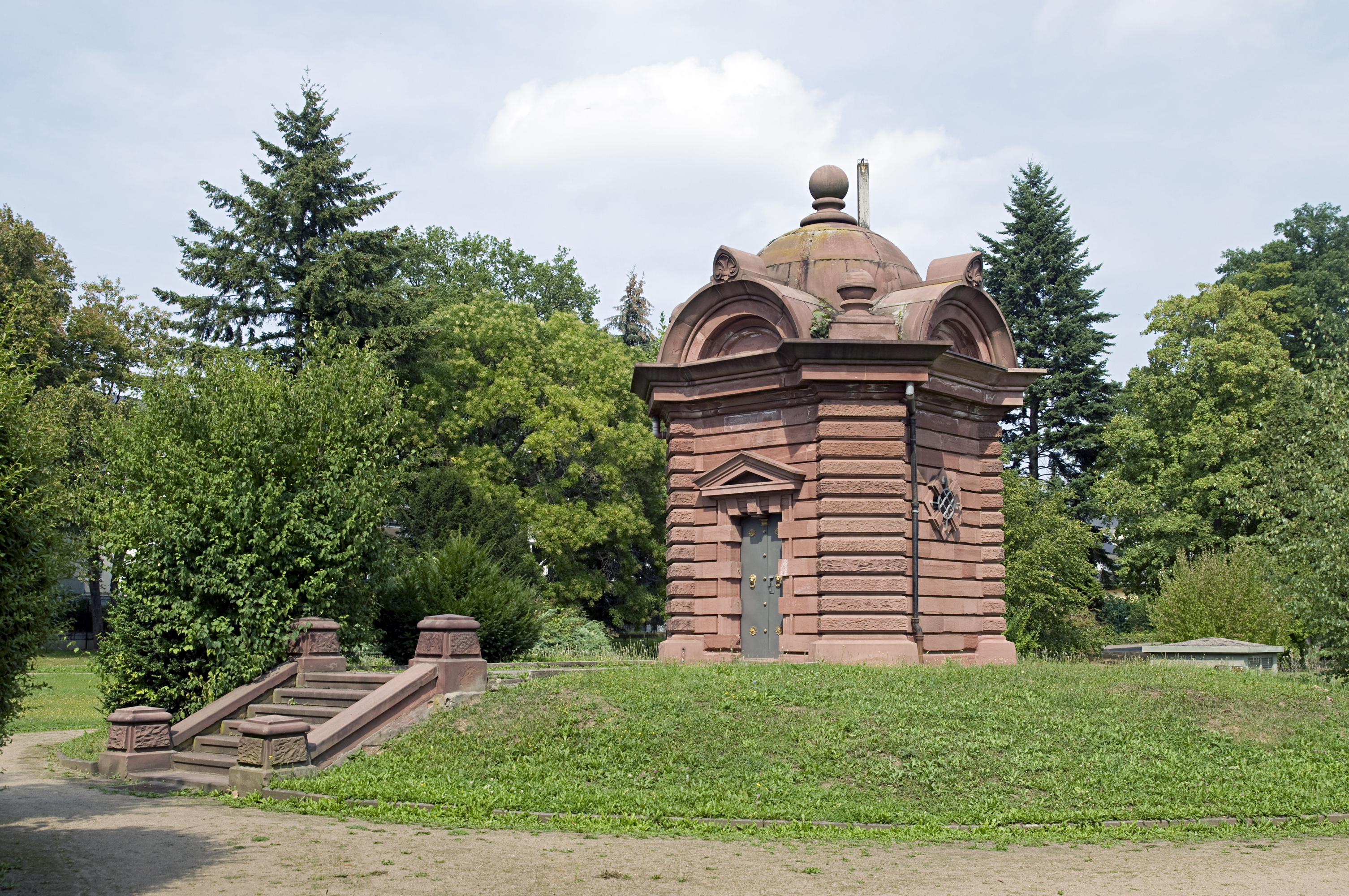
Pumpwerksbau im Wasserpark

Der Wasserpark in Frankfurt am Main ist ein öffentlicher Volkspark von knapp 3,7 Hektar Ausdehnung, der zu den ältesten der Stadt zählt. Im Wasserpark befindet sich der Hochbehälter am Ende der 1873 eröffneten ältesten Fernwasserleitung aus dem Vogelsberg. Von hier wird das Wasser in das städtische Trinkwassernetz eingespeist.

## Lage
Der Park gehört zum Stadtteil Nordend an der Grenze zum Stadtteil Bornheim. Er liegt zwischen der Friedberger Landstraße und der Dortelweiler Straße und bildet mit dem Frankfurter Hauptfriedhof, dem Bornheimer Friedhof und dem nahegelegenen Günthersburgpark einen zusammenhängenden Grünzug und eine wichtige Kalt- und Frischluftentstehungszone der Stadt.
Teilweise gepflasterte, aber auch unbefestigte Spazierwege umrunden und durchqueren den Park und seine Hügellandschaft mit altem Baumbestand und Sträuchern. Unter dem Hügel liegt der 132 mal 67 Meter große und 4,10 Meter hohe unterirdische Hochbehälter. Seine vier aus rotem Mainsandstein gemauerten Wasserkammern fassen zusammen 25.444 Kubikmeter Wasser. Der Wasserspiegel liegt auf 144,74 Meter über NHN. Die Hochbauten im Park, darunter mehrere Pumpenhäuser, ein kleiner, überkuppelter Zentralbau sowie die Eingangsportale zum Hochbehälter aus rotem Sandstein sind ungewöhnlich aufwendig im Stil der Neorenaissance nach dem Vorbild des Aschaffenburger Schlosses gestaltet. Die Gebäude verfügen über schmiedeeiserne Tore, die teilweise mit vergoldeten Türknauf-Rosetten und Löwenköpfen verziert sind, in deren Mäulern Ringe zum Anklopfen und Aufziehen der Tore befestigt sind.
Der Hochbehälter verfügt beidseitig über Geländertreppen, die auf das von einer Brüstung umgebene Dach führen. Die Tür eines gemauerten Obelisken führt in die Unterwelt, die jedoch für die Öffentlichkeit nicht zugänglich ist. Der Obelisk diente ursprünglich als Einstiegsbau der 1828 bis 1834 errichteten Quellengalerie auf dem Knoblauchsfeld und wurde 1873 an seinen heutigen Ort überführt.
Ein Wasserlehrpfad erläutert in neun Stationen verschiedene Aspekte der Wasserversorgung der Großstadt: Wasserkreislauf, Quellen, Transport, Grundwasseranreicherung, Filtrierung, Wasserqualität, Energiegewinnung aus Wasserkraft, Abwasserreinigung, Wassernutzung.

## Geschichte
Im 19. Jahrhundert erforderten das Wachstum der Frankfurter Einwohnerzahl und die steigenden Anforderungen der Trinkwasserhygiene einen stetigen Ausbau der städtischen Wasserversorgung. Seit 1834 verlief eine zweite Wasserleitung aus dem Knoblauchsfeld im Nordend in die Stadt, welche die seit dem 16. Jahrhundert bestehende Wasserleitung aus dem Friedberger Feld verstärkte. 1859 ging eine dritte Wasserleitung in Betrieb, um das Wasser der bis dahin von den Sachsenhäuser Gärtnern genutzten Seehofquelle in Sachsenhausen in die Stadt zu leiten. Ein Pumpwerk an der Alten Brücke versorgte ab 1859 die Sachsenhäuser Gärtner mit Gießwasser aus dem Main. Schon nach wenigen Jahren zeigte sich, dass die bisherigen Quellen nicht für die dauerhafte Versorgung der Stadt ausreichten. 1865 entwarfen der Chemiker August Kerner und der Ingenieur Peter Schmick den Plan einer Fernwasserleitung aus dem Vogelsberg und dem Spessart. 1870 begann der Bau, nachdem die Finanzierung und die erforderlichen Genehmigungen gesichert waren. 
Von den Quellfassungen im Einzugsgebiet des Riedbach bei Fischborn aus führen Leitungen zu einem Sammelbehälter auf dem Aspenhainer Kopf bei Neu-Wirtheim (Biebergemünd). Von dort verläuft die Quellwasserleitung über rund 66 Kilometer südlich des Büdinger Waldes über die Abtshecke bei Langenselbold und den Berger Rücken bis zum Hochbehälter im Wasserpark. Von hier sowie einem verbundenen Gegenbehälter im Boehlepark an der Sachsenhäuser Warte erfolgte die Einspeisung in das zum Zeitpunkt der Einweihung 58 Kilometer lange städtische Trinkwassernetz.

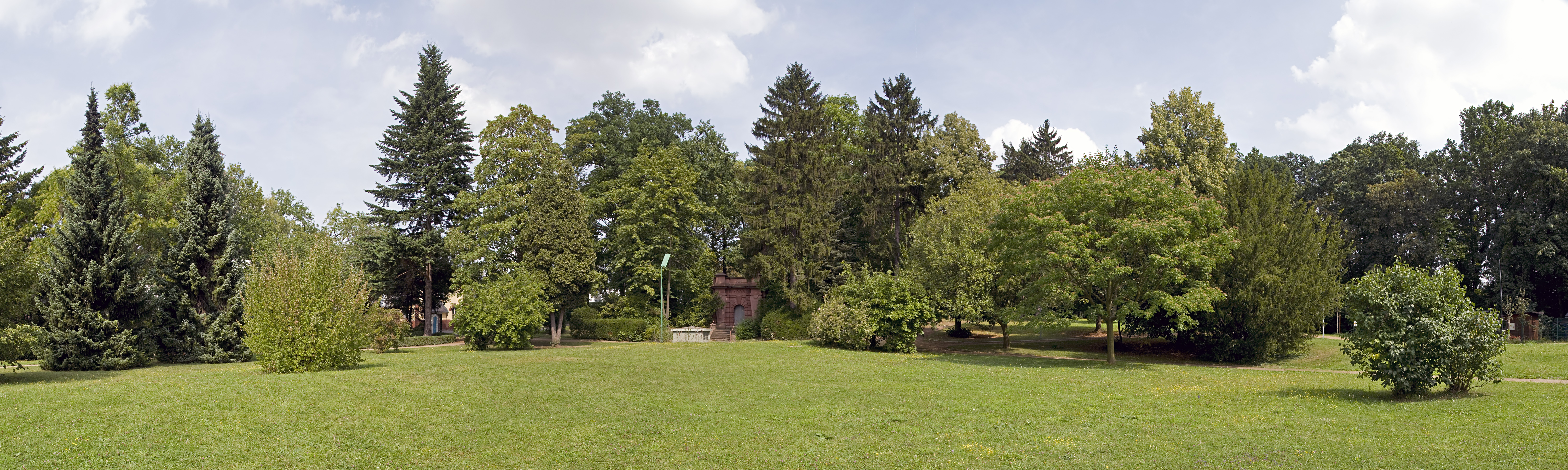
Panoramablick auf den Wasserpark und den Eingang des Hochbehälters

Das Vogelsberg-Quellwasser strömte erstmals am 25. September 1873 in den Hochbehälter des Wasserparks. Der erfolgte Wasseranschluss wurde am 22. November desselben Jahres mit einer 35 Meter hohen Fontäne im Weiher des Bethmannparks gefeiert. Im gleichen Jahr wurde das gesamte Areal des neuen Wasserparks öffentlich zugänglich gemacht. Bereits 1875 wurden Quellen des Biebertals und des Kasselgrundes im Spessart erschlossen und über den Aspenhainer Kopf in die Frankfurter Fernwasserleitung eingespeist. 1880 wurde der Hochbehälter um eine vierte Kammer erweitert. Die Jahreszahl findet sich über dessen Eingang. Ein 1901 errichtetes Pumpenhaus diente dazu, Wasser in einen weiteren Hochbehälter am Heiligenstock zu pumpen, um auch die höher gelegenen Stadtteile mit Wasser zu versorgen. Es ist heute nicht mehr in Betrieb.
Im Jahr 1880 wurde im Wasserpark zudem ein Bienengarten eingerichtet, der seither vom Frankfurter Imkerverein betrieben wird. Die Bienen suchen ihre Pollen in einem Umkreis von etwa 5 Kilometern, unter anderem also in den benachbarten Friedhöfen, Parks, Haus- und Freizeitgärten. Der Honig aus dem Wasserpark ist unter anderem an Sonntagnachmittagen direkt im Park erhältlich. Kostenlose Führungen durch den Bienengarten werden von April bis September angeboten. Einmal im Jahr wird ein Tag der offenen Tür veranstaltet.
1936 entstand nördlich des Wasserparks an der Friedberger Landstraße die Kurhessen-Kaserne als neue Garnison für das Infanterieregiment Nr. 81. Während des Zweiten Weltkrieges sollte ein Luftangriff am 4. Oktober 1943 auch den Wasserpark treffen, um die städtische Versorgung mit Frischwasser zu beeinträchtigen. Der Park blieb jedoch unversehrt. 1945 übernahm die Armee der Vereinigten Staaten die Kaserne und nutzte die nun Atterberry Barracks genannte 2,6 Hektar große Einrichtung für ihren Transportation Motor Pool.

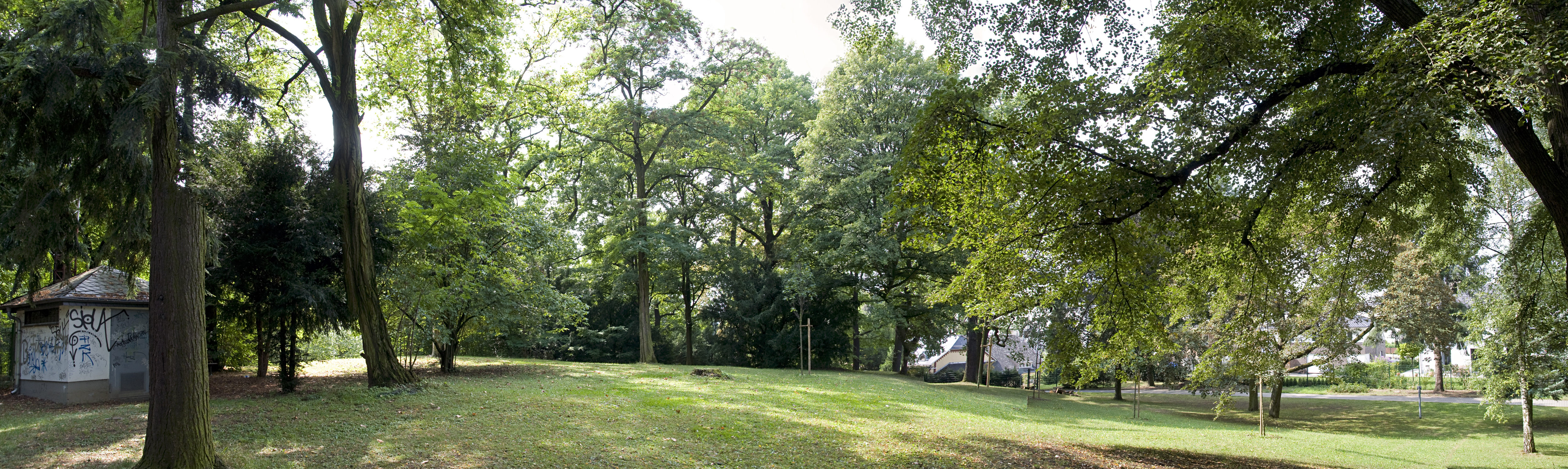
Panoramablick von Osten über den bewachsenen Hochbehälter

Nach dem Abzug der US-Streitkräfte 2003 entstand auf dem Gelände ab 2007 eine Siedlung mit Ein- und Mehrfamilienhäusern sowie einer Kindertagesstätte. In dem Wohngebiet wurden zwei neue Straße angelegt, die Bernhard-Becker-Straße und die Straße Am Wasserpark. 2003 entstand am Wasserpark ein Altenpflegezentrum.